# 煲仔菜

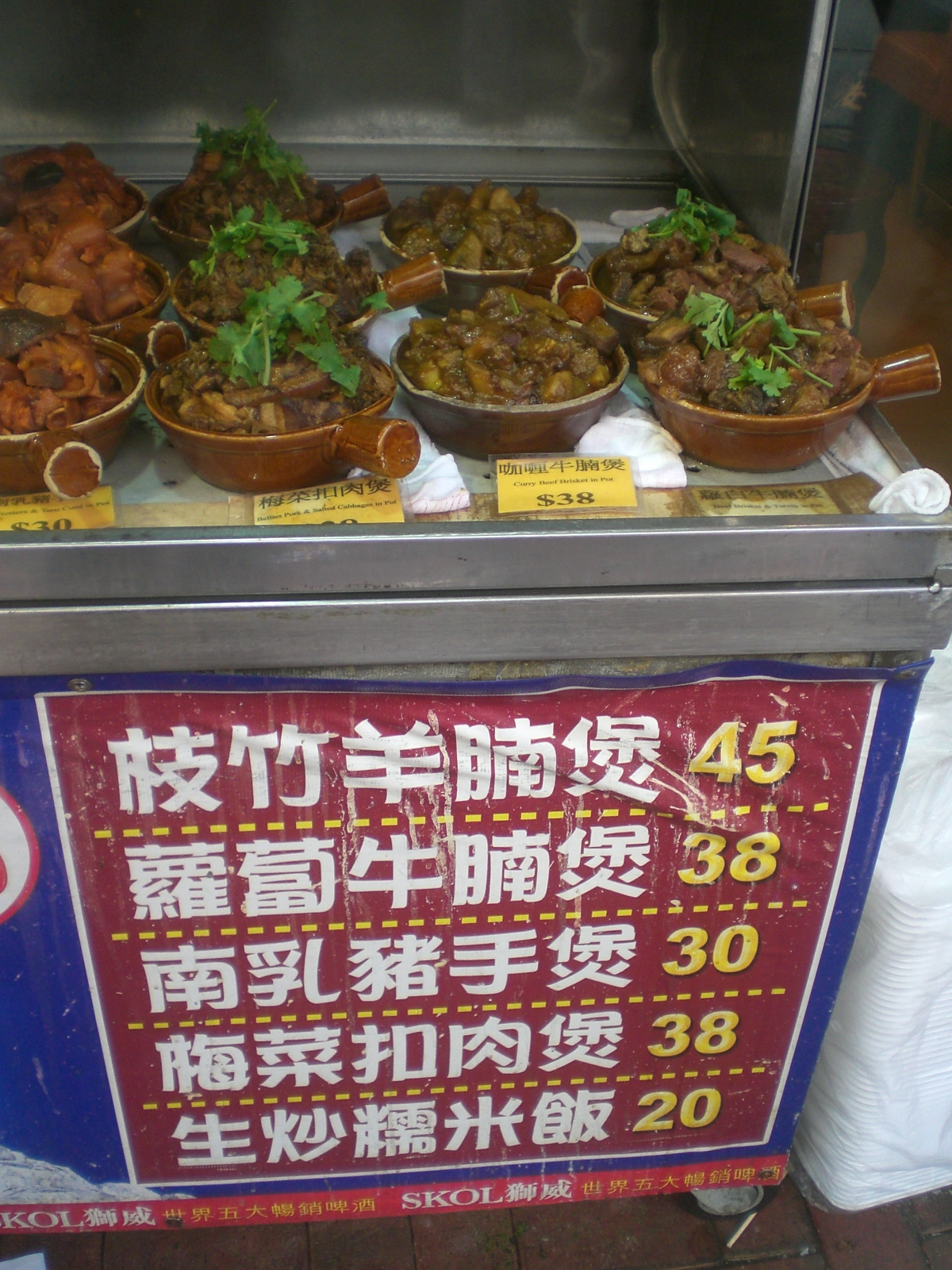
香港食店的煲仔菜

煲仔菜是中國廣東及香港在秋冬季的時令菜式，先用鑊把食材炒熟，再把食材放進砂鍋或鐵鍋加熱，然後把放有餸菜的鍋具直接上桌，客人便可享用到熱騰騰的餸菜，大部份煲仔菜均味道濃郁，很適合配以白飯進食。煲仔菜在廣東之外也流傳於中國湖北。煲仔菜與煲仔飯不同之處是煲仔飯會先加入白米，當米飯煮到半熟才放入食材，並且不會加入有大量水分的食材，以期把米飯燒出飯焦的效果，而煲仔菜則只有餸菜，卻含有味道香濃的醬汁。

## 煲仔菜的種類

### 常見的煲仔菜
- 大馬站煲

指蝦醬火腩豆腐煲，為廣州大馬站居民所創。
- 魚香茄子煲

港式魚香茄子需要帶有鹹魚香，鹹香味濃，有別於沒有魚的四川正宗魚香茄子。
- 鱔片排骨煲
- 枝竹羊腩煲

有枝竹和羊腩，上菜時會連同氣體爐一起上，一小碟腐乳和一盆生菜，吃法好像吃火鍋一樣，把生菜放在煲內煮熟。
- 荔芋雞煲

內有香滑的淡奶。
- 啫啫雞煲

啫啫為上熱辣煲仔菜時，煲內響起啫啫聲。內有猪肝和大蒜。
- 沙嗲牛肉粉絲煲

### 一些有地區特色的煲仔菜
- 土砵財魚筒煲

為湖北菜，財魚就是生魚，有生財的寓意。青椒、红椒、黑木耳和大葱等配料和財魚搭配在一起。
- 潮陽白菜煲

為潮州菜，以白菜、上湯、鹹蛋和蝦米等煮熟熬味。